# Julija Andrejevna Jefimova
Julija Andrejevna Jefimova (oroszul: Юлия Андреевна Ефимова) (Groznij, 1992. április 3. –) olimpiai ezüst- és bronzérmes, ötszörös világ- és hétszeres Európa-bajnok orosz úszónő. Háromszoros olimpikon. A 2008-as pekingi játékokon szerepelt először, majd 2012-ben bronzérmes lett 200 méteres mellúszásban, 2016-ban pedig ezüstérmes 100 méteren és 200 méteren. Jefimova ötszörös világbajnok, az 50 méteres mellúszás egykori világrekordere.

## Sportpályafutása

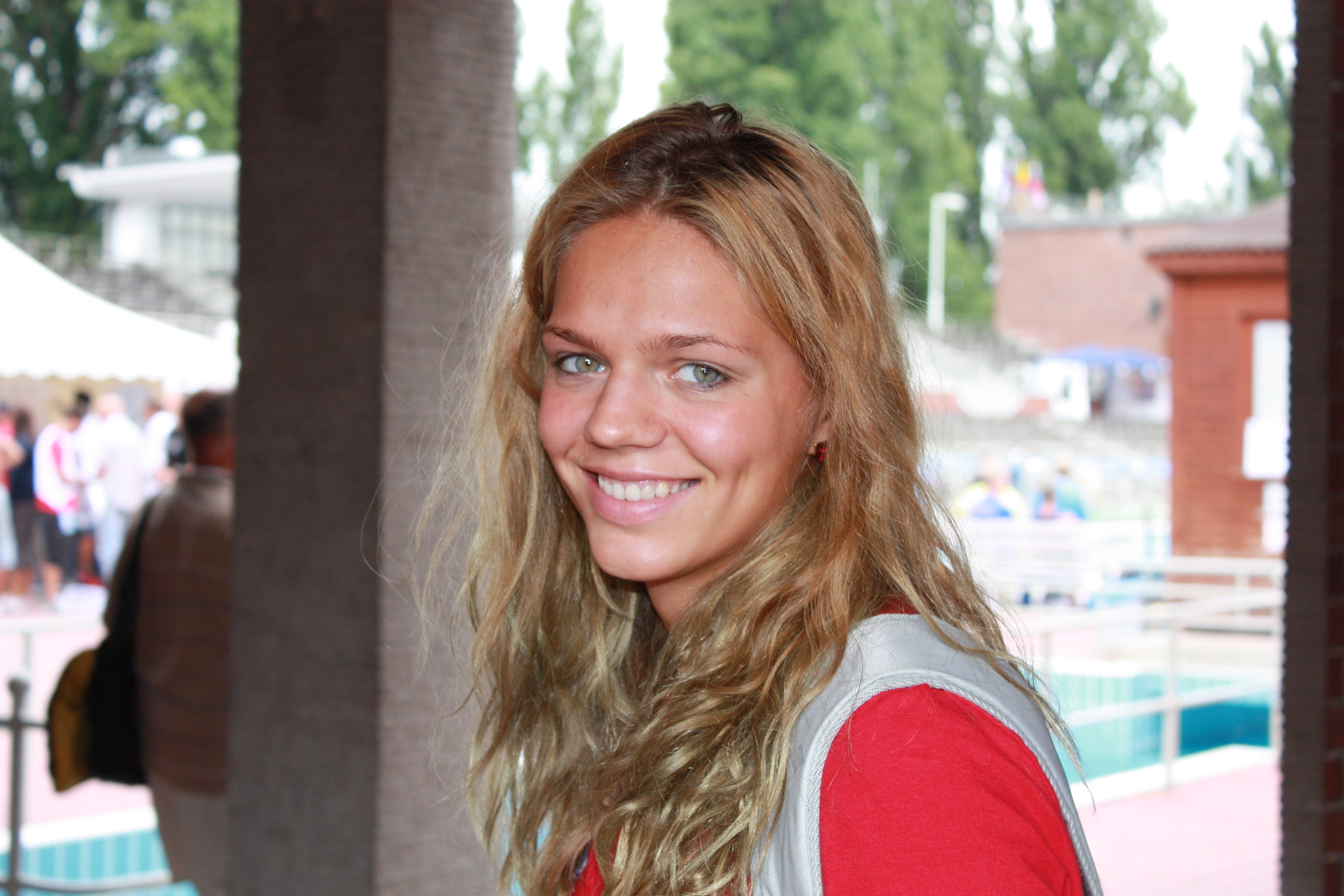
Jefimova 2010-ben

Jefimova első jelentős eredményeit a 2007-es rövid pályás úszó-Európa-bajnokságon érte el, ahol 50, 100, és 200 méteres mellúszásban is aranyérmet szerzett. A 2008-as Európa-bajnokságon arany és ezüstérmet szerzett 200 méter és 50 méter mellúszásban. Részt vett a 2008-as pekingi olimpián, ahol egy negyedi és egy ötödik helyezést ért el a két hosszabb mellúszó távon.
2010-ben az Európa-bajnokságon Jefimova 50 méteres és 100 méteres mellúszásban szerzett aranyérmet. A 2012-es londoni olimpián bronzérmes lett 200 méteres mellúszásban. A 2013-as világbajnokságon 200 méteren 2:19.41-es idővel diadalmaskodott, 50 méter mellen pedig új világrekordot állított fel az előfutamban, majd a döntőben is első helyen ért célba. A litván Rūta Meilutytė azóta megdöntötte a rekordját.

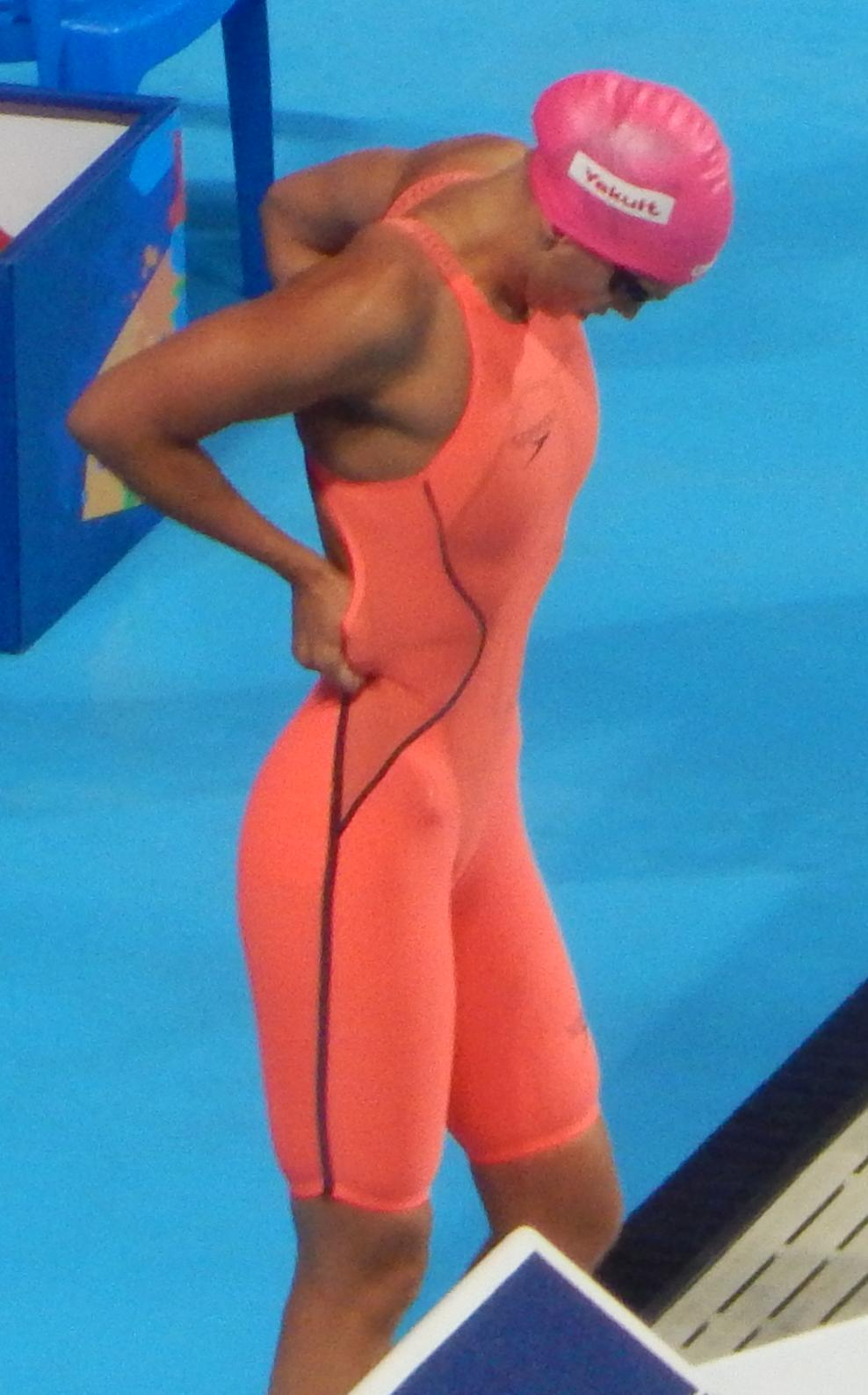
Jefimova a 100 méter mellúszás döntője előtt a 2015-ös kazanyi világbajnokságon

Pozitív kábítószer-tesztje miatt 16 hónapos kihagyás következett, majd 2015 augusztusában tért vissza a medencébe. A világbajnokságon 100 méteren aranyat, 50 méteren bronzérmet nyert, viszont 200 méteren nem jutott döntőbe, csak a 17. helyen végzett. A 2016-os olimpián két ezüstérmet szerzett 100 méteres és 200 méteres mellúszásban.

## Doppingbotránya
2014 januárjában került nyilvánosságra, hogy 2013 októberében pozitív doppingtesztet hajtottak végre nála. A szervezetében DHEA nyomaira bukkantak, amely a sportágban tiltott szteroid hormonokat termel. 2014. május 13-án 16 hónapra, 2013. október 31-től 2015. február 28-ig tiltották el minden versenytől. Megfosztották a 2013-as rövid pályás úszó-Európa-bajnokságon elért eredményeitől, valamint érvénytelenítették a világrekordot jelentő időeredményeit.
Miután összesen hatszor ellenőrizték, 2016. március 14-én a Nemzetközi Úszószövetség újra eltiltotta, ezúttal kábítószer használata miatt. Később ezt az eltiltást feloldották, miközben a Nemzetközi Doppingellenes Ügynökség többször is ellenőrizte az orosz úszónőt.

### A 2016-os olimpia vitái
Jefimova részvétele a 2016. évi nyári olimpiai játékokon kétes visszhangot váltott ki az orosz sportolók ellen zajló doppingbotrány, valamint az eltiltások miatt. Eleinte őt is el akarták tiltani korábbi doppingvétségei miatt, de a Nemzetközi Sportdöntőbíróság ezt feloldotta, miközben a Doppingellenes Ügynökség továbbra is vizsgálta Jefimovát, akit több neves úszó is kritizált az olimpia során, így például az amerikai Lilly King, aki mögött 100 méteres mellúszásban Jefimova ezüstérmet szerzett.

## Magánélete
Jefimova Groznijban született, de az első csecsen háború miatt Volgodonszkba költözött családjával. Itt kezdett el úszni, édesapja, Adrej irányítása mellett. 2011-ig Taganrogban élt, ahol a Déli Szövetségi Egyetemen tanult. Az év márciusában az Egyesült Államokba, Kaliforniába költözött, ahol a Dél-Kaliforniai Egyetem úszócsapatának tagja lett, és ahol az egykor Hosszú Katinkát is edző Dave Salo lett az edzője.

## Díjai és kitüntetései
- Az év női versenyzője Oroszországban (2008 és 2015)[19]
- Volgodonszk díszpolgára (2008)[21]
- Haza Szolgálatáért Érdemérem (2012)[19]
- Barátságrend (2016)[22]